# Мариола Доспевска
Мариола Божкова Доспевска е българска общественичка, участничка в просветното и революционно движение през Българското възраждане. Съпруга е на видния възрожденски художник Станислав Доспевски.

## Биография
Родена е през 1837 година в Татар Тазарджик (днес Пазарджик), тогава в Османската империя. Баща ѝ Божко Куюмджия е занаятчия, известен златар. Мариола завършва класното училище в града (третото по българските земи през Възраждането), създадено от видния учител и революционер Никифор Попконстантинов. Оженва се за Станислав Доспевски на 13 октомври 1857 г. Имат трима сина: Димитър, Борис и Николай.
Мариола Доспевска създава първото женското дружество в Пазарджик. Учредителното му събрание се състои на 2 февруари 1870 г. в къщата на Доспевски и тя е избрана за председателка на дружеството. Призовава участничките да работят за просвещението и образованието на жените, обяснява, че „без просвещението ще сме загубен народ пред образованите народи“. Изнася сказки в дружеството. Изпраща дописки в списание „Читалище“ (1871).
Включва се заедно със съпруга си в революционното движение. В дома им се уреждат първите сбирки на вътрешния революционен комитет. Включват се в подготовката на Априлското въстание, къщата им е убежище за комитетските дейци (често в нея се укрива Тодор Банчев – Хайдутина), през нея преминават и куриерите.
След разгрома на Априлското въстание заедно с други членки на Женското дружество организира дом за подслоняване на болни, гладни и останали без подслон. Помага на Райна Попгеоргиева след освобождаването ѝ да замине за Москва, а през ноември 1876 г. 25 момичета са изпратени в Русия на издръжка от Славянския комитет.
Когато в разгара на Руско-турската война през август 1877 г. мъжът ѝ Станислав Доспевски е арестуван от турските власти и затворен в Пловдив, тя заминава със синовете си Борис и Никола за там, а след откарването му в Цариград отива и в затвора Мехтархане.